# Liste des épisodes de Breadwinners
Cet article présente la liste des épisodes de la série d'animation télévisée américaine Breadwinners. 

## Panorama
| Saisons | Saisons | Épisodes | Épisodes      | États-Unis         | États-Unis       | États-Unis  | France                        | France                        | France             |
| Saisons | Saisons | Épisodes | Épisodes      | Début de diffusion | Fin de diffusion | Chaîne      | Début de diffusion            | Fin de diffusion              | Chaîne             |
| ------- | ------- | -------- | ------------- | ------------------ | ---------------- | ----------- | ----------------------------- | ----------------------------- | ------------------ |
|         | Pilotes | Pilotes  | Pilotes       | 22 août 2012       | 22 août 2012     | Youtube     | Épisode non diffusé en France | Épisode non diffusé en France | Youtube            |
|         | 1       | 20       | 20            | 17 février 2014    | 30 octobre 2014  | Nickelodeon | 20 octobre 2014               | 24 avril 2015                 | Nickelodeon France |
|         | 2       | 20       | 9             | 2 avril 2015       | 11 décembre 2015 | Nickelodeon | 9 novembre 2015               | 11 mai 2016                   | Nickelodeon France |
| 11      | 2       | 20       | 18 avril 2016 | 12 septembre 2016  | Nicktoons        |             | 9 novembre 2015               | 11 mai 2016                   | Nickelodeon France |

## Épisodes

### Première saison (2014-2015)
| №  | #   | Titre de l'épisode               | Titre de l'épisode        | Première diffusion | Première diffusion |
| -- | --- | -------------------------------- | ------------------------- | ------------------ | ------------------ |
| 1  | 1a  | Un coin-coin mal famé            | Thug Loaf                 | 17 février 2014    | 20 octobre 2014    |
| 1  | 1b  | Le grille-pain perdu             | Mine All Mine             | 17 février 2014    | 20 octobre 2014    |
| 2  | 2a  | Une haleine à tomber par terre   | Stank Breath              | 22 février 2014    | 21 octobre 2014    |
| 2  | 2b  | Œufnapping                       | Frog Day Afternoon        | 22 février 2014    | 21 octobre 2014    |
| 3  | 3a  | L'employé du mois                | Employee of the Month     | 1er mars 2014      | 22 octobre 2014    |
| 3  | 3b  | La grande vaisselle              | Brocrastination           | 1er mars 2014      | 22 octobre 2014    |
| 4  | 4a  | Problème de fusée                | Rocket Trouble            | 8 mars 2014        | 23 octobre 2014    |
| 4  | 4b  | Le brave et le moisi             | The Brave and the Mold    | 8 mars 2014        | 23 octobre 2014    |
| 5  | 5a  | En pleine mare                   | Lost at Pond              | 15 mars 2014       | 24 octobre 2014    |
| 5  | 5b  | De pire en rire                  | From Bad to Nurse         | 15 mars 2014       | 24 octobre 2014    |
| 6  | 6a  | La miche de l'amour              | Love Loaf                 | 22 mars 2014       | 27 octobre 2014    |
| 6  | 6b  | Panique à la plage               | Beach Day of Horror       | 22 mars 2014       | 27 octobre 2014    |
| 7  | 7a  | Coinglé de Vanessa               | Quaky for Vanessa         | 31 mai 2014        | 28 octobre 2014    |
| 7  | 7b  | Le tunnel de la peur             | Tunnel of Fear            | 31 mai 2014        | 28 octobre 2014    |
| 8  | 8a  | Permis de coinduire              | Driver's Breaducation     | 7 juin 2014        | 29 octobre 2014    |
| 8  | 8b  | Food Fight Club                  | Food Fight Club           | 7 juin 2014        | 29 octobre 2014    |
| 9  | 9a  | Soupe de canard                  | Diner Ducks               | 14 juin 2014       | 30 octobre 2014    |
| 9  | 9b  | L'échange                        | Switcheroo                | 14 juin 2014       | 30 octobre 2014    |
| 10 | 10a | Présentations                    | Introducktions            | 20 septembre 2014  | 21 avril 2015      |
| 10 | 10b | Combat de canards                | Fowl Feud                 | 20 septembre 2014  | 21 avril 2015      |
| 11 | 11a | Le jeu qui rend fou              | Insane in the Crane Game  | 27 septembre 2014  | 19 avril 2015      |
| 11 | 11b | Beudusse le fou furieux          | Buhdeuce Goes Berserks    | 27 septembre 2014  | 19 avril 2015      |
| 12 | 12a | P'tite Miche                     | Lil Loafie                | 4 octobre 2014     | 23 avril 2015      |
| 12 | 12b | Ounski le reconnaissant          | Oonski the Grateful       | 4 octobre 2014     | 23 avril 2015      |
| 13 | 13a | TNT-Midi                         | TNT-Midi                  | 11 octobre 2014    | 20 avril 2015      |
| 13 | 13b | L'oisprit                        | Poltergoose               | 11 octobre 2014    | 20 avril 2015      |
| 14 | 14  | La nuit des morts de faim        | Night of the Living Bread | 18 octobre 2014    | 30 avril 2015      |
| 15 | 15a | Pizzawinners                     | Pizzawinners              | 1er novembre 2014  | 27 avril 2015      |
| 15 | 15b | Le pain à repétrir dans le temps | Yeasterday                | 1er novembre 2014  | 27 avril 2015      |
| 16 | 16a | Les astro-canards                | Space Ducks               | 15 novembre 2014   | 22 avril 2015      |
| 16 | 16b | Kittastrophe                     | Kettastrophe              | 15 novembre 2014   | 22 avril 2015      |
| 17 | 17a | Le concours de talents           | Pondgea's Got Talent      | 22 novembre 2014   | 28 avril 2015      |
| 17 | 17b | La revanche de la taupe          | Raging Mole               | 22 novembre 2014   | 28 avril 2015      |
| 18 | 18a | Les bras de robot                | Robot Arms                | 12 avril 2015      | 29 avril 2015      |
| 18 | 18b | Pibi et Jelly                    | PB & J                    | 12 avril 2015      | 29 avril 2015      |
| 19 | 19a | Beudusse, star de cinéma         | Big Screen Buhdeuce       | 19 avril 2015      | 30 avril 2015      |
| 19 | 19b | Weekend chez Furfle              | Weekend at Furfie's       | 19 avril 2015      | 30 avril 2015      |
| 20 | 20  | Meilleurs Baps                   | Birds of a Feather        | 26 avril 2015      | 24 avril 2015      |

### Deuxième saison (2015-2016)
| №  | #   | Titre de l'épisode              | Titre de l'épisode                 | Première diffusion            | Première diffusion |
| -- | --- | ------------------------------- | ---------------------------------- | ----------------------------- | ------------------ |
| 21 | 1a  | Poussée de croissance           | Adventures in Big Baby Bun Sitting | 5 avril 2015                  | 9 novembre 2015    |
| 21 | 1b  | Cerveau en miettes              | Crumbskull                         | 5 avril 2015                  | 9 novembre 2015    |
| 22 | 2a  | Dur jusqu'au bout des pattes    | Bad To The Duck Bone               | 17 mai 2015                   | 10 novembre 2015   |
| 22 | 2b  | Canarodéo                       | Rodeo Ducks                        | 17 mai 2015                   | 10 novembre 2015   |
| 23 | 3a  | La fureur du roi de la pizza    | Wrath of the Pizza Lord            | 8 novembre 2015               | 11 novembre 2015   |
| 23 | 3b  | Les canards rétrécis            | Shrunken Ducks                     | 8 novembre 2015               | 11 novembre 2015   |
| 24 | 4a  | Le club des torses poilus       | Chest Hair Club                    | 10 mai 2015                   | 12 novembre 2015   |
| 24 | 4b  | Soirée entre baps               | Bros' Night Out                    | 10 mai 2015                   | 12 novembre 2015   |
| 25 | 5a  | Canards Vikings                 | Viking Ducks                       | 24 mai 2015                   | 13 novembre 2015   |
| 25 | 5b  | Le pain-niversaire              | Birthday Bread                     | 24 mai 2015                   | 13 novembre 2015   |
| 26 | 6a  | Stars d'un jour                 | Movie Ducks                        | 1er novembre 2015             | 16 novembre 2015   |
| 26 | 6a  | Jurassique Couac                | Don't Feed the Duckosaurs          | 1er novembre 2015             | 16 novembre 2015   |
| 27 | 7a  | L'ordurivore                    | Trash Bandit                       | 15 novembre 2015              | 17 novembre 2015   |
| 27 | 7b  | Mangez chez Pumpers             | Eat at Pumpers                     | 15 novembre 2015              | 17 novembre 2015   |
| 28 | 8a  | Collection de canards           | Flock Collecting                   | 18 avril 2016 (Nicktoons)     | 18 novembre 2015   |
| 28 | 8b  | Adieu cher derrière             | Bye Bye Booty                      | 25 avril 2016 (Nicktoons)     | 18 novembre 2015   |
| 29 | 9a  | Le pain "gueule de loup"        | Wolf Head Bread                    | 25 octobre 2015               | 26 avril 2016      |
| 29 | 9b  | Le rock féroce                  | Rock N' Roar                       | 25 octobre 2015               | 26 avril 2016      |
| 30 | 10a | À vos souhaits!                 | Sneeze The Day                     | 23 mai 2016 (Nicktoons)       | 27 avril 2016      |
| 30 | 10b | Les canards "fées des dents" !  | Tooth Fairy Ducks                  | 12 septembre 2016 (Nicktoons) | 27 avril 2016      |
| 31 | 11a | Miche Foot                      | Bread Foot                         | 2 mai 2016 (Nicktoons)        | 28 avril 2016      |
| 31 | 11b | Ma grenouille au naturel        | My Fair Frog                       | 1er août 2016 (Nicktoons)     | 28 avril 2016      |
| 32 | 12a | La remplaçante                  | Substitute Breadwinner             | 4 juillet 2016 (Nicktoons)    | 29 avril 2016      |
| 32 | 12b | Taloney Baloney                 | Taloney Baloney                    | 8 août 2016 (Nicktoons)       | 29 avril 2016      |
| 33 | 13a | Robobiscop                      | Roboloafie                         | 9 mai 2016 (Nicktoons)        | 2 mai 2016         |
| 33 | 13b | Éruption monstrueuse            | Bad Zituation                      | 1er août 2016 (Nicktoons)     | 2 mai 2016         |
| 34 | 14a | Soirée pyja-mort                | Slumber Party of Horror            | 16 mai 2016 (Nicktoons)       | 3 mai 2016         |
| 34 | 14b | Canards vers le futur           | Quack to the Future                | 8 août 2016 (Nicktoons)       | 3 mai 2016         |
| 35 | 15  | Un Moelleux Noël                | A Crustmas Story                   | 11 décembre 2015              | 4 mai 2016         |
| 36 | 16a | La princesse grenouille         | The Princess Frog Bride            | 27 juin 2016 (Nicktoons)      | 5 mai 2016         |
| 36 | 16b | Super canard contre Brioche Man | Super Duck vs. Muscle Bread        | 11 juillet 2016 (Nicktoons)   | 5 mai 2016         |
| 37 | 17a | Journée de formation            | Graining Day                       | 6 juin 2016 (Nicktoons)       | 6 mai 2016         |
| 37 | 17b | Le "Michator"                   | Breadator                          | 18 juillet 2016 (Nicktoons)   | 6 mai 2016         |
| 38 | 18a | Rambamboogie                    | Rambamwho?                         | 20 juin 2016 (Nicktoons)      | 9 mai 2016         |
| 38 | 18b | Cauchemar au petit nid boueux   | Nightmare on Swamp Pad Lane        | 15 août 2016 (Nicktoons)      | 9 mai 2016         |
| 39 | 19a | Clone ou presque                | Buhdouble Trouble                  | 13 juin 2016 (Nicktoons)      | 10 mai 2016        |
| 39 | 19b | Quelle poisse, mon canard       | Unlucky Duckies                    | 15 août 2016 (Nicktoons)      | 10 mai 2016        |
| 40 | 20a | Le pain grand requin blanc      | Great White Shark Bread            | 22 août 2016 (Nicktoons)      | 11 mai 2016        |
| 40 | 20b | Le pain au doigts flippants     | Freaky Finger Bread                | 22 août 2016 (Nicktoons)      | 11 mai 2016        |